# Rdzeń atomowy
Rdzeń atomowy, zrąb atomowy – atom pozbawiony elektronów walencyjnych (czyli jądro atomowe wraz z elektronami niewalencyjnymi).